# Kateretidae
Los katerétidos (Kateretidae) son una familia de coleópteros polífagos. La familia Kateretidae (= Brachypteridae) pertenece a la superfamilia Cucujoidea y fue descrita por el entomólogo inglés William Kirby en 1837.

## Géneros
Tiene alrededor de 100 especies y 30 géneros.
- Amartus
- Anamartus
- Anthonaeus
- Boreades
- Brachyleptus
- Brachypterolus
- Brachypterus
- Heterhelus
- Kateretes
- †Eoceniretes
- †Lebanoretes
- Sibirhelus